# Balsa del Cadimo

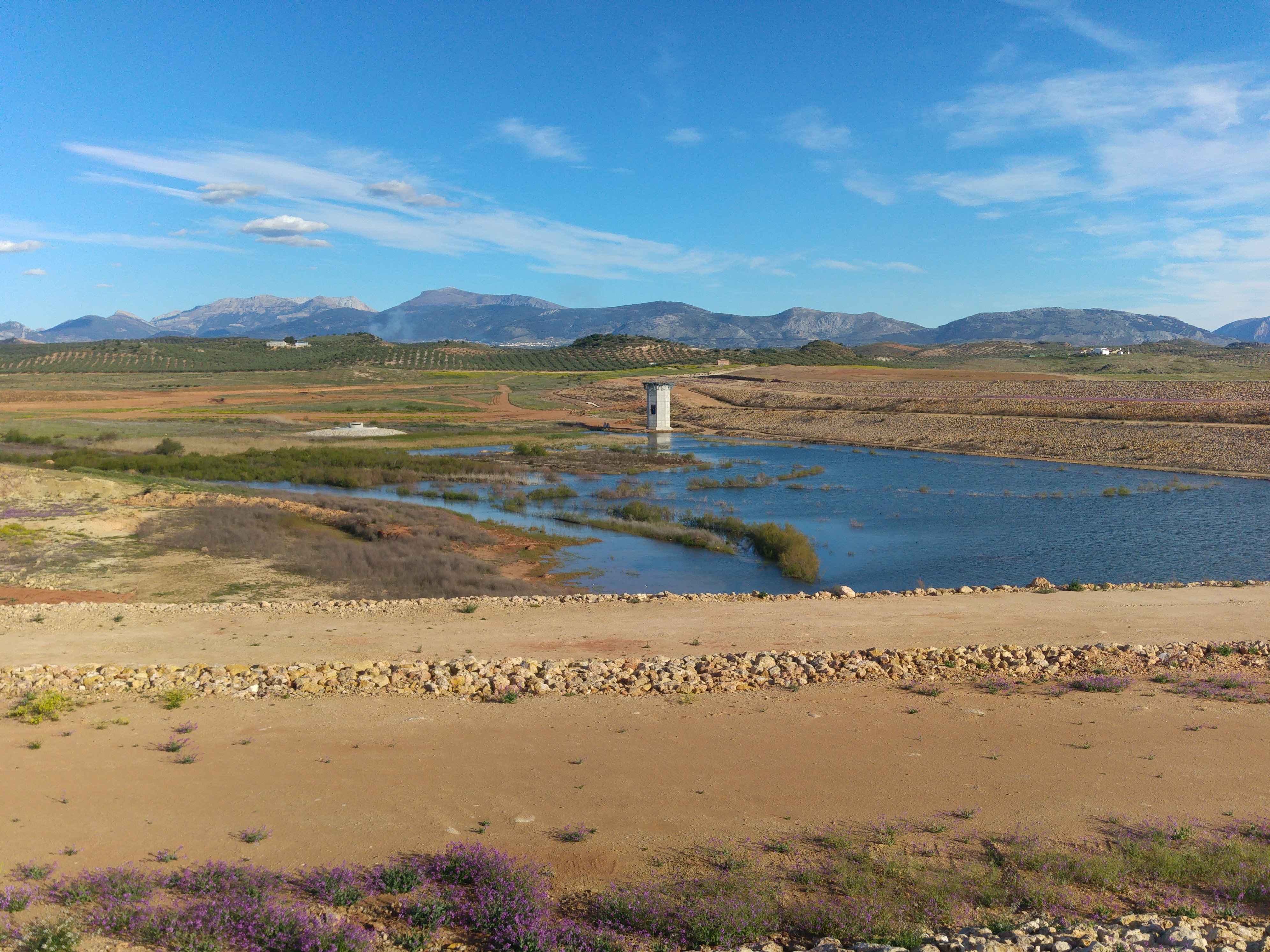
La Balsa del Cadimo, en un avanzado estado de ejecución.

La Balsa del Cadimo, o del Llano del Cadimo, es una infraestructura hidráulica con capacidad de almacenamiento de hasta 19,75 hm³ de agua. Se ubica dentro del término municipal de Jaén, junto al cortijo del Caimbo o Cadimo. Se sitúa a unos 380 m s. n. m., en el margen derecho del río Guadalbullón. Se extiende por unos 2,1 km², con una altura máxima de dique de 38 m. Se espera que tenga una capacidad de abastecimiento de hasta 14 hm³/año.

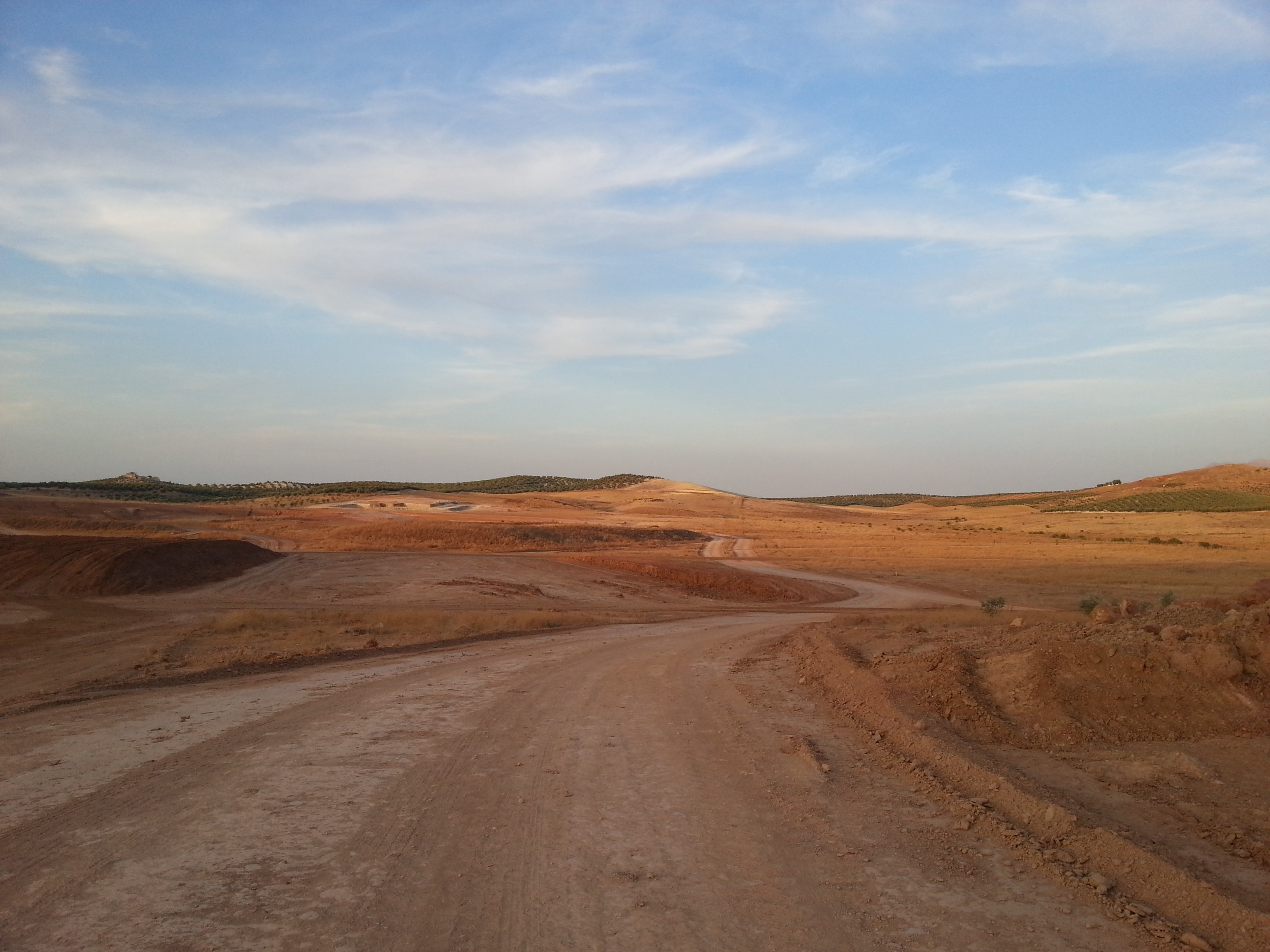
Futuro emplazamiento de la Balsa del Cadimo.

## Objetivos de la infraestructura
Con su actuación se pretenden dos objetivos principales:
- Aumentar y afianzar la superficie de olivar en regadío, en hasta 15.000 ha.[1][2]
- Regular y mejorar el caudal ecológico del río Guadalbullón, cuyo caudal queda totalmente seco en épocas de fuerte estiaje.[1]

La inversión realizada en la infraestructura ha sido de 60,8 millones de euros, con fondos del Ministerio de Agricultura, Alimentación y Medio Ambiente.

## Antecedentes
La búsqueda de un gran proyecto hidráulico en la cuenca giennense del Guadalquivir que permitiera el regadío de 70.000 ha de olivar y su consiguiente regularización llevó al Ministerio de Medio Ambiente a ofrecer en su Plan Hidrológico Nacional a finales del siglo XX la alternativa de construir la presa de Úbeda la Vieja, con una capacidad proyectada de 604 hectómetros cúbicos y un volumen de regulación de 250 hectómetros cúbicos. Sin embargo, el proyecto de dicha presa fue rechazado por su impacto ambiental negativo. Tras este frustrado proyecto, el Ministerio propuso la construcción de una presa de recrecimiento junto a la ya existente en el río Jándula, en la Sierra de Andújar, provincia de Jaén. Tenía un coste previsto de más de ochenta millones de euros y una capacidad de casi 800 hectómetros cúbicos, con lo que habría sido el embalse más grande de Jaén y el segundo de Andalucía tras el de Iznájar. No obstante, este proyecto también se descartó. 
Por ello, como alternativa a los desechados proyectos de la presa de Úbeda la Vieja y el de Andújar, y dentro del plan de modernización de la Zona Regable del Guadalbullón, cuya cuenca no tiene posibilidades de regulación, se planteó el proyecto de la Balsa del Cadimo, de unos 20 hm³, una capacidad mucho más modesta que la de sus proyectos antecesores, pero de un impacto ambiental mucho menor.

## Restos arqueológicos
En la zona aparecieron restos de épocas tan dispares como el Neolítico, el Imperio Romano o la Edad Media. El hallazgo más destacado fue el de un dolmen, con forma de cámara sepulcral, el tercero que se encuentra en la provincia, y que ha sido considerado como uno de los más importantes de la península ibérica.
No obstante, dicho dolmen volvió a ser enterrado a la espera de un proyecto de recuperación por parte de la Consejería de Cultura de la Junta de Andalucía.